# Orłowka (rzeka)
Orłowka (ros. Орловка) – rzeka w Rosji, w zachodniej części Syberii, w obwodzie tomskim i Kraju krasnojarskim, prawy dopływ rzeki Kiet´ (dorzecze Obu). Długość rzeki wynosi 327 km, powierzchnia dorzecza to 9010 km². Średni roczny przepływ w odległości 29 km od ujścia wynosi 63,5 m³/s.

## Przebieg rzeki
Rzeka wypływa z jeziora Burgunkuj w rejonie jenisiejskim Kraju Krasnojarskiego. Źródła zlokalizowane są na wysokości 172 m n.p.m. Rzeka zasilana jest głównie wodami z topniejącego śniegu. W górnym i środkowym biegu płynie w kierunku południowo-zachodnim. W dolnym biegu zakręca na południe. Uchodzi do rzeki Kiet´ jako jej prawy dopływ.
Jest zamarznięta zazwyczaj od połowy października do końca kwietnia.